# Martyrs Lane
Martyrs Lane è un film horror britannico del 2021, diretto e sceneggiato da Ruth Platt.

## Trama
Leah è una bambina di dieci anni che vive in una comunità cattolica in cui la sua famiglia è perfettamente integrata: del resto, suo padre Thomas è il pastore locale e sua madre Sarah ha un rapporto molto stretto con tante donne del luogo, sebbene sembri non sopportare una di loro, Edith. Ciononostante, la sua famiglia appare molto disfunzionale: sua sorella maggiore Lillian è spesso cattiva e perfino violenta nei suoi confronti, e sua madre ha crisi notturne che neanche suo padre riesce a placare. Mentre la famiglia attende l'arrivo di Kyla, donna nera che ha bisogno di un alloggio, e di sua figlia, Leah si imbatte inavvertitamente in un oggetto che non riesce a identificare. Incuriosita se ne appropria, ma, non appena sua madre ne nota l'assenza, ha una crisi profonda: preoccupata dall'eventualità di essere scoperta, la ragazzina lo smarrisce.
Nei giorni successivi, sua madre Sarah ha forti crisi, ma la situazione sembra migliorare con l'arrivo di Kyla e della sua bambina: Leah sviluppa con la donna un ottimo rapporto, provocando perfino la gelosia di sua sorella Lilian. In seguito, Lilian porta Leah con sé e col proprio cane per una scorciatoia boschiva in cui la sorellina non era mai stata. Le racconta di come il luogo sia infestato dai fantasmi di monaci barbaramente uccisi secoli prima, terrorizzandola. Proprio in quel momento, il cane scappa via: Lilian lo insegue e lascia da sola Leah, che si imbatte in una bambina senza nome che non aveva mai visto prima. Al ritorno di Lilian, Leah rischia di essere investita da una macchina e la sorella le fa promettere che non avrebbe detto nulla a sua madre. Da quel momento, la bambina sconosciuta appare ogni notte nella camera di Leah e sembra conoscere vari segreti su di lei e sulla sua famiglia. 
Inizia a indirizzarla presso luoghi della casa in cui ritrova strani reperti, tra cui dei dentini da latte, spesso facendosi male quando li recupera. La bambina le rivela inoltre degli aneddoti che Leah racconta poi alla sua famiglia, destando lo sconcerto di sua madre. Man mano che le visite della bambina aumentano, la figlia di Kyla ha uno strano incidente che per poco non la uccide: il giorno dopo la donna scappa con la bambina. Gli arrivi della visitatrice si fanno sempre più inquietanti: dapprima, la bambina dice di essere un angelo e mostra a Leah delle ferite sulla schiena da cui afferma stiano crescendo delle ali, poi afferma che Sarah in realtà non le vuole bene perché vorrebbe che al suo posto ci fosse qualcun altro. Infine, quando Leah inizia a rifiutarsi di giocare con lei, la visitatrice inizia a farsi violenta e rivela un'indole demoniaca. 
Terrorizzata, Leah scappa nel giardino di casa in piena notte e ha un attacco d'asma da cui viene salvata da sua sorella Lillian, alla quale decide di mostrare i reperti trovati. Lilian risulta scossa dal ritrovamento: dovendo partire il giorno dopo per recarsi all'università, si fa promettere che Leah avrebbe seppellito tutto per dimenticarsene. Tuttavia, scettica dell'operato di sua sorella, la stessa Lillian seppellisce tutto prima di partire. Il mistero si infittisce quando Leah e sua madre si recano presso l'abitazione di Edith, per svolgere una commissione da parte del padre e marito Thomas: Sarah resta sconvolta dalla visione del figlio di Edith e di sua nuora, la quale è incinta. Quella stessa notte, Sarah ha una forte discussione con Thomas per tale avvenimento.
Decisa a scoprire la verità sulla sua famiglia, Leah dissotterra i reperti sotterrati dalla sorella maggiore e scopre che, fra le altre cose, c'erano i resti di un braccialetto con su scritto il nome "Rachel". A questo punto, la bambina riconsegna tutto a sua madre e le chiede di raccontarle la verità: scopre quindi che Rachel è una sua sorella morta esattamente lo stesso giorno della sua nascita. Sarah racconta che la gravidanza che portò alla luce Leah fu inattesa, ma molto gradita, e che la sua nascita prematura avvenne in contemporanea con la morte della sorella, investita da un'automobile guidata dal figlio di Edith. Ciò ha provocato un trauma in Sarah, la quale, oltre a disperarsi per la morte di sua figlia, non riusciva ad amare totalmente Leah. Attirata dal fantasma di Rachel, Sarah finisce per buttarsi dalla finestra insieme a lei, riuscendo in questo modo a ricongiungersi con l'amata figlia. Nelle settimane successive a questo avvenimento, i superstiti della famiglia lasciano per sempre la loro casa.

## Accoglienza
Sull'aggregatore Rotten Tomatoes il film riceve il 91% delle recensioni professionali positive con un voto medio di 7,2 su 10 basato su 41 critiche, mentre su Metacritic ottiene un punteggio di 64 su 100 basato su 6 critiche.